# بيل واتسون (لاعب كريكت)
بيل واتسون (31 يناير 1931 - 29 ديسمبر 2018) (بالإنجليزية: Bill Watson)‏ هو لاعب كريكت أسترالي. شارك مع منتخب أستراليا الوطني للكريكت.

## وصلات خارجية
- بيل واتسون على موقع إي آس بي آن كريك إنفو (الإنجليزية)